# Letecká záchranná služba na Slovensku

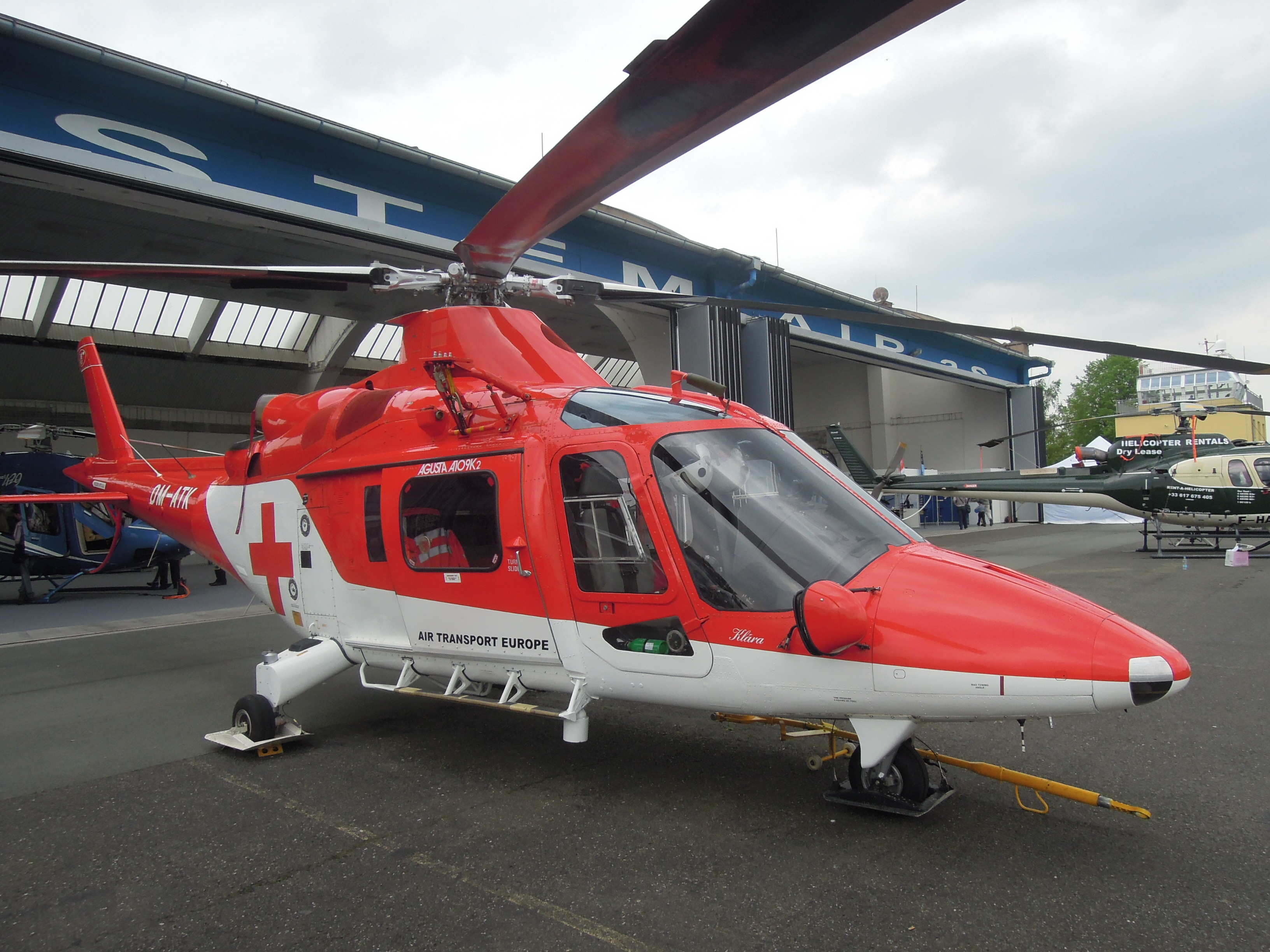
Vrtulník Agusta A109K2 společnosti ATE

Letecká záchranná služba na Slovensku zahájila činnost oficiálně 1. července 1987. Systém letecké záchranné služby byl v Československu vybudován mezi lety 1987–1992, i když záchranné lety probíhaly už od 30. let 20. století. O zavedení letecké záchranné služby na území Československa se začalo uvažovat v roce 1977. Průlomovým se stal rok 1985, kdy se zástupci Československa účastnili mezinárodního kongresu leteckých záchranných služeb v Curychu. Tento kongres vedl k sestavení týmu specialistů, jehož úkolem bylo vybudovat systém letecké záchranné služby srovnatelný s ostatními evropskými zeměmi. U zrodu letecké záchranné služby stály především sovětské vrtulníky Mil Mi-2, které zpočátku sloužily na téměř všech stanicích. Po roce 1993, kdy došlo ke vzniku samostatných států Česká republika a Slovensko, docházelo k transformaci letecké záchranné služby, často se měnili provozovatelé, stejně jako vrtulníky.
Slovensko je v současné době pokryto sítí sedmi provozních stanic letecké záchranné služby, na nichž slouží vrtulníky jediného provozovatele – společnosti Air – Transport Europe (ATE). Společnost ATE zajišťuje leteckou záchrannou službu jako nestátní zdravotnické zařízení. Vrtulníky na všech stanicích drží 24hodinovou pohotovost jak pro primární, tak pro sekundární lety. Na většině provozních základen slouží moderní dvoumotorové vrtulníky Agusta A109K2 a od roku 2014 také jeden vrtulník Bell 429. Letecká záchranná služba je nedílnou součástí integrovaného záchranného systému.

## Historie v Československu
První zdokumentovaný let na území Československa se zraněným člověkem na palubě proběhl 27. srpna 1956, ačkoliv historie záchranných letů sahá až do 30. let. Záchranný let provedli příslušníci Československé armády s vrtulníkem Mil Mi-4. Raněného přepravovali z Terezína do Ústřední vojenské nemocnice v Praze. Další významný záchranný let proběhl až v únoru 1960, kdy byli vrtulníkem Mi-4 transportováni tři zranění horníci. V průběhu 60. let probíhaly další záchranné lety, ale ty byly spíše ojedinělé. V roce 1965 vypomáhaly vrtulníky při záchraně osob během povodní a v témže roce proběhla první záchranná akce také ve Vysokých Tatrách. Systém letecké záchranné služby neexistoval a o jeho vybudování se ani neuvažovalo.
O vybudování systému organizované letecké záchranné služby na území Československé socialistické republiky se začalo uvažovat teprve v roce 1977. Federální ministerstvo vnitra, ministerstvo zdravotnictví a Ústav národního zdraví začali shromažďovat informace o provozu letecké záchranné služby v ostatních evropských zemích. Pozornost byla soustředěna především na počet a zaměření letů, ale sbíraly se informace také o stanovištích a vrtulnících letecké záchranné služby. V roce 1980 proběhl v Mnichově první mezinárodní kongres leteckých záchranných služeb AIRMED 80. O čtyři roky později, v roce 1984, proběhl první let s lékařem na palubě. Původní koncept počítal s vybudováním sítě letecké záchranné služby, která bude čítat 12 stanic. Ty měly být rozmístěny na strategických místech v okolí dálnic, velkých městských aglomerací a turisticky významných oblastí. Významným se stal rok 1985, kdy v Curychu proběhl druhý mezinárodní kongres leteckých záchranných služeb AIRMED 85. Kongresu se účastnili také zástupci Československa, kteří sestavili tým specialistů. Ten měl v průběhu následujících let vybudovat v Československu síť letecké záchranné služby.
Letecká záchranná služba zahájila na území Československa činnost oficiálně 1. dubna 1987 v 7:15. Jednalo se o zkušební provoz pro oblast Prahy a Středočeského kraje. Na území Slovenska byla první stanice letecké záchranné služby uvedena do provozu 1. července 1987 pod volacím znakem Kryštof 02. Stanice se nacházela v Banské Bystrici a provoz zajišťoval státní podnik Slov-Air s vrtulníkem Mil Mi-8. Jednalo se o druhou stanici v Československu, která zahájila provoz letecké záchranné služby. Na území Slovenska vznikla také třetí stanice letecké záchranné služby pod volacím znakem Kryštof 03. Nacházela se v Popradě a prvním provozovatelem byl taktéž státní podnik Slov-Air. Do roku 1992 vzniklo na území Československa celkem 18 stanic letecké záchranné služby. Původní plán 12 stanic byl tak výrazně převýšen. Stanice získaly volací znaky Kryštof 01 až Kryštof 18 v závislosti na tom, kdy zahájily provoz. Na území Slovenska se nacházelo celkem sedm stanic, v Česku pak jedenáct stanic.

### Seznam stanic letecké záchranné služby v Československu
| Volací znak | Základna         | Provoz zahájen    |
| Kryštof 01  | Praha            | 1. dubna 1987     |
| Kryštof 02  | Banská Bystrica  | 1. července 1987  |
| Kryštof 03  | Poprad           | 7. prosince 1987  |
| Kryštof 04  | Brno             | 1. července 1988  |
| Kryštof 05  | Ostrava          | 1. srpna 1989     |
| Kryštof 06  | Hradec Králové   | 3. července 1990  |
| Kryštof 07  | Plzeň            | 17. července 1990 |
| Kryštof 08  | Košice           | 1. srpna 1990     |
| Kryštof 09  | Olomouc          | 1. října 1990     |
| Kryštof 10  | Nové Zámky       | 15. října 1990    |
| Kryštof 11  | Bratislava       | 15. října 1990    |
| Kryštof 12  | Jihlava          | 1. května 1991    |
| Kryštof 13  | České Budějovice | 1. května 1991    |
| Kryštof 14  | Žilina           | 1. července 1991  |
| Kryštof 15  | Ústí nad Labem   | září 1991         |
| Kryštof 16  | Trenčín          | 1992              |
| Kryštof 17  | Havlíčkův Brod   | 1992              |
| Kryštof 18  | Liberec          | 1992              |

## Historie na Slovensku

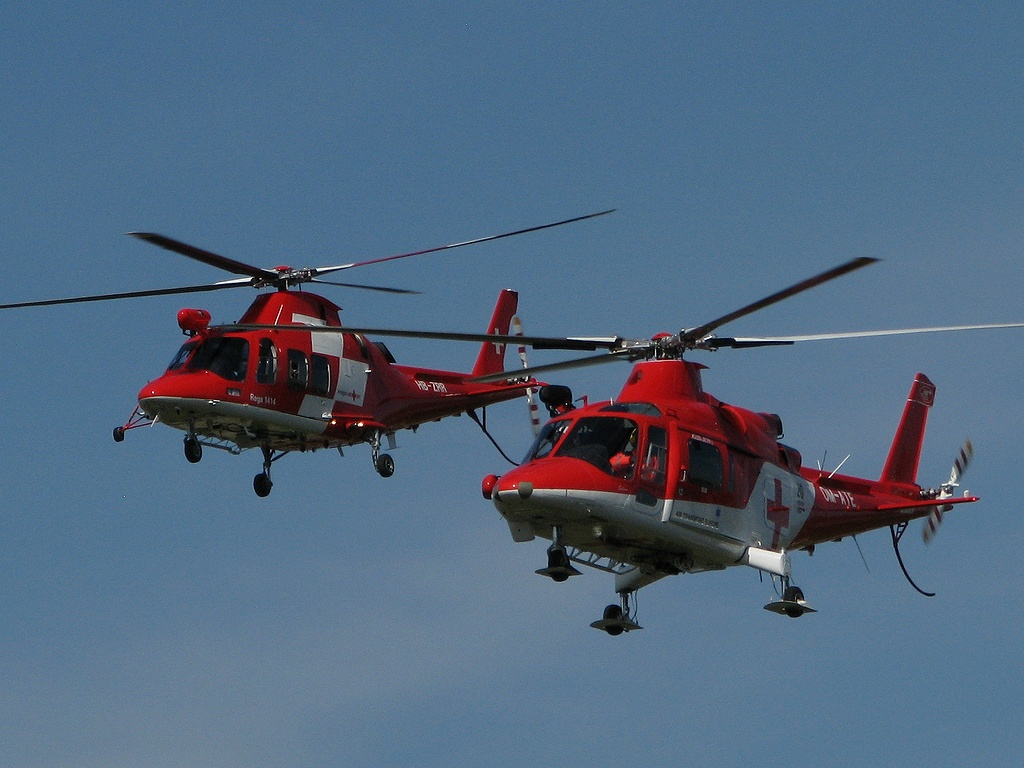
Vrtulníky Agusta A109K2 společností Air – Transport Europe a Agusta A109SP Rega

Se vznikem samostatných států Česká republika a Slovenská republika došlo také k rozdělení letecké záchranné služby. Česko převzalo jedenáct stanic, Slovensko sedm. Od roku 1990 vznikaly v Československu první soukromé letecké společnosti, které přebíraly provoz na jednotlivých stanicích. Na Slovensku to byly především společnosti Air – Transport Europe (ATE) a BEL AIR, které provozovaly většinu stanic na území Slovenska. Společnost BEL AIR provozovala leteckou záchrannou službu do konce roku 1992 také na některých stanicích v Česku. Od 1. ledna 1993 provozovala jen stanice na Slovensku a provoz na českých stanicích převzaly společnosti Alfa-Helicopter a DSA. Společnost BEL AIR provozovala od počátku 90. let pět stanic letecké záchranné služby na Slovensku – Kryštof 02 v Banské Bystrici, Kryštof 10 v Nových Zámcích, Kryštof 11 v Bratislavě, Kryštof 14 v Žilině a Kryštof 16 v Trenčíně. Společnost Air – Transport Europe provozovala leteckou záchrannou službu na stanicích Kryštof 03 v Popradě a Kryštof 08 v Košicích.
V roce 1995 byl z úsporných důvodů ukončen provoz na stanicích Kryštof 10 v Nových Zámcích a Kryštof 16 v Trenčíně. Společnost BEL AIR ukončila činnost v roce 1997. Provoz vrtulníků na některých střediscích převzala společnost Air – Transport Europe a nově se do poskytování letecké záchranné služby zapojila společnost Záchranný systém Slovakia, která zajišťovala vrtulník pro stanici Kryštof 02 v Banské Bystrici. Tato společnost však ukončila činnost již v roce 1999 a provoz převzala společnost ATE. Mezi lety 1995–2006 existovalo na Slovensku pět středisek letecké záchranné služby. Provoz na všech střediscích zajišťovala společnost ATE. V roce 2006 byla nově otevřena stanice letecké záchranné služby Krištof 05 v Nitře. Ta nahradila činnost původní stanice Kryštof 10 v Nových Zámcích. K dalšímu rozšíření letecké záchranné služby došlo v prosinci 2009, kdy byla znovuotevřena stanice letecké záchranné služby Krištof 07 v Trenčíně.

## Současnost

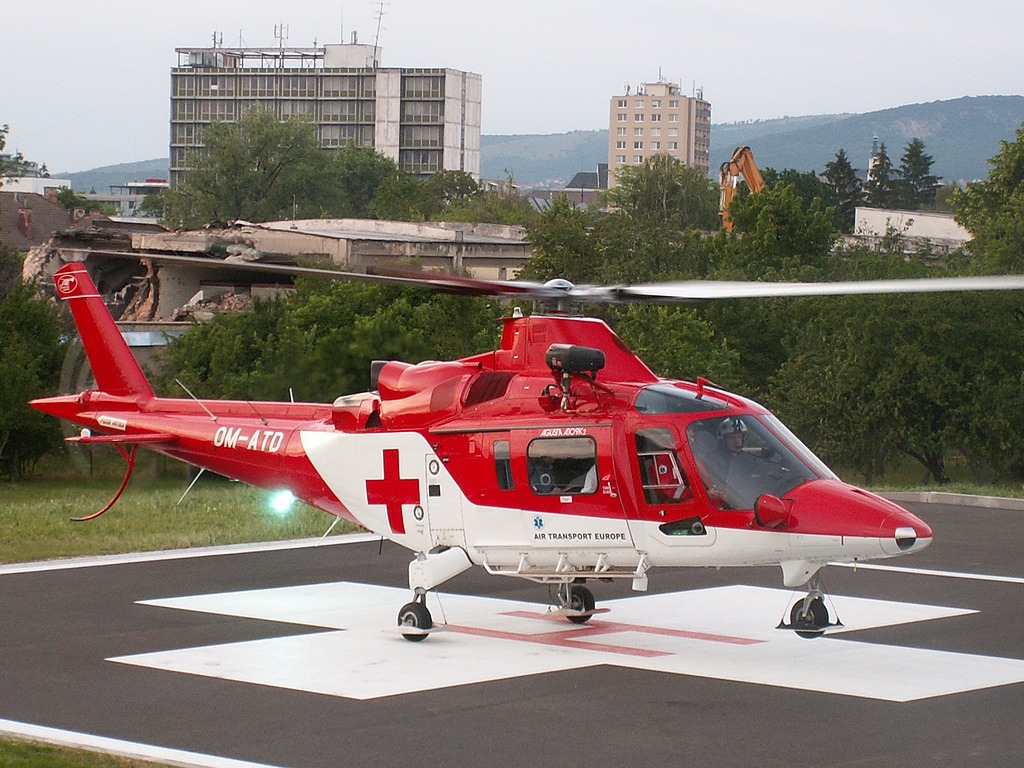
Vrtulník Agusta A109K2 s imatrikulací OM-ATD na heliportu v Nitře

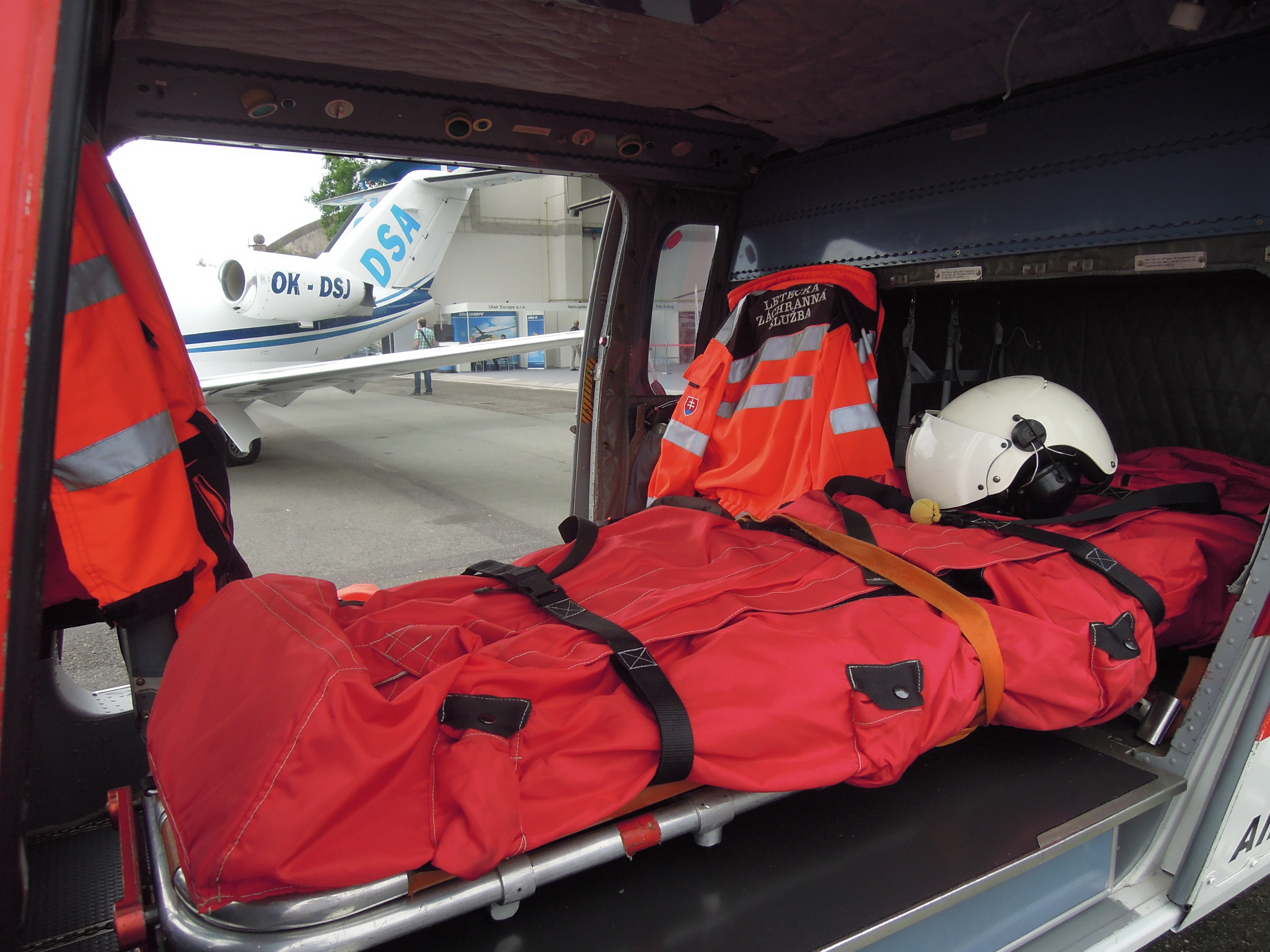
Vnitřní zástavba slovenského vrtulníku sloužícího u letecké záchranné služby

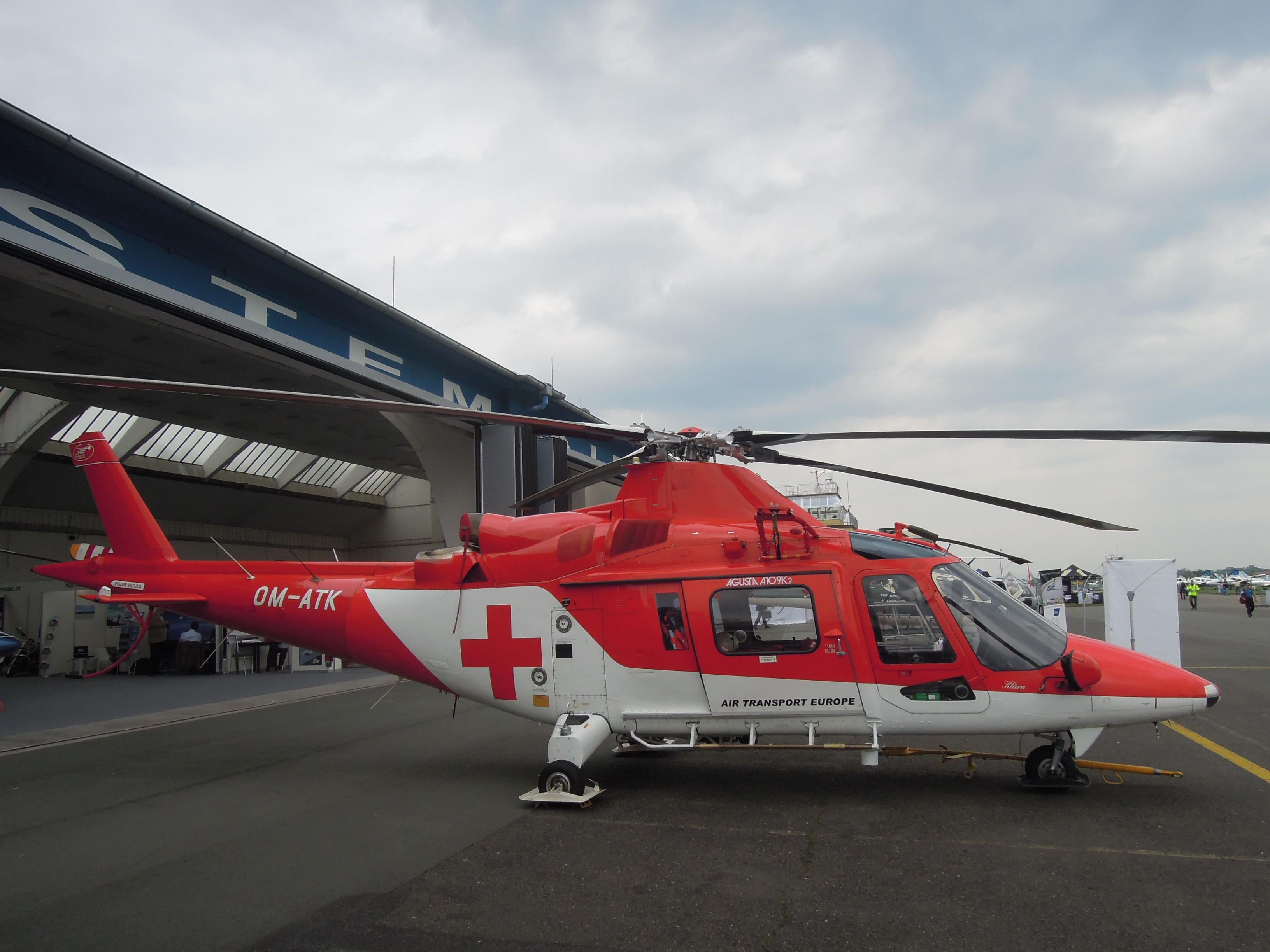
Vrtulník Agusta A109K2 registrační značky OM-ATK společnosti ATE

Od prosince 2009, kdy byla na Slovensku znovuotevřena stanice Krištof 07 v Trenčíně, je Slovensko pokryto sítí sedmi stanic letecké záchranné služby. Vrtulníky na všech stanicích drží 24hodinovou pohotovost. Výhradním provozovatelem letecké záchranné služby je nestátní společnost Air – Transport Europe, která tuto službu zajišťuje jako nestátní zdravotnické zařízení. Na většině provozních základen slouží moderní dvoumotorové vrtulníky Agusta A109K2, kterých má společnost ATE k dispozici osm, a od roku 2014 také jeden vrtulník Bell 429.
Volacím znakem vrtulníků letecké záchranné služby na území Slovenska je kombinace jména Krištof a čísla – například Krištof 01 v Bratislavě. V současné době je používáno sedm volacích znaků v rozsahu čísel 01–07. Po rozpadu Československa zůstaly zachovány původní volací znaky na území České republiky, na Slovensku získaly vrtulníky letecké záchranné služby nové volací znaky. Jméno Krištof bylo převzato po svatém Kryštofovi, který je mimo jiné také patronem leteckých záchranářů. Toto jméno je používáno jako volací znak vrtulníků letecké záchranné služby v některých dalších evropských zemích (v Česku Kryštof, v Německu Christoph, v Rakousku Christophorus).

### Seznam stanic letecké záchranné služby na Slovensku
| Volací znak | Původní volací znak | Základna        |
| Krištof 01  | Kryštof 11          | Bratislava      |
| Krištof 02  | Kryštof 02          | Banská Bystrica |
| Krištof 03  | Kryštof 03          | Poprad          |
| Krištof 04  | Kryštof 08          | Košice          |
| Krištof 05  | –                   | Nitra           |
| Krištof 06  | Kryštof 14          | Žilina          |
| Krištof 07  | Kryštof 16          | Trenčín         |

## Vrtulníky
Na téměř všech stanicích letecké záchranné služby v Československu sloužily zpočátku sovětské vrtulníky Mil Mi-2. Na stanicích, které se nacházely na území Slovenska, sloužily obvykle také tyto vrtulníky, ale na některých stanicích sloužily těžší vrtulníky Mil Mi-8. Už od počátku 90. let docházelo k modernizaci leteckého parku. Společnost ATE, která od roku 1990 zajišťovala provoz letecké záchranné služby v Popradě, používala od roku 1991 vrtulník Aérospatiale Alouette III. Od dubna 1992 sloužil v Košicích modernější stroj Eurocopter AS 355 F Ecureuil 2. Společnost BEL AIR používala stroje Bell 206. Do roku 2006 sloužily na stanicích letecké záchranné služby na Slovensku vrtulníky Mil Mi-2, Mil Mi-8, Eurocopter AS 355 F2 Ecureuil 2 a PZL Kania. K výrazné modernizaci leteckého parku došlo v letech 2003 a 2004, kdy společnost ATE zakoupila od švýcarského provozovatele letecké záchranné služby Rega čtyři moderní dvoumotorové vrtulníky Agusta A109K2. V současné době má společnost ATE osm těchto strojů (imatrikulace OM-ATA, OM-ATD, OM-ATE, OM-ATF, OM-ATG, OM-ATJ, OM-ATK, OM-ATL). V lednu 2007 absolvovali piloti společnosti ATE letecký výcvik pro náročné létání v nočních hodinách. Vrtulníky společnosti ATE jsou vybaveny speciálními brýlemi pro noční vidění. Tyto brýle umožňují provádět náročné lety v nočních hodinách. Vrtulníky na všech stanicích drží 24hodinovou pohotovost jak pro primární, tak pro sekundární lety. V roce 2014 byl do služby zařazen nový moderní dvoumotorový vrtulník Bell 429 (OM-ATR).